# Фишер, Джеффри Фрэнсис
Джеффри Фрэнсис Фишер, барон Фишер Ламбетский (англ. Geoffrey Francis Fisher, Baron Fisher of Lambeth; 5 мая 1887, Нанитон, Уорикшир, Англия — 15 сентября 1972, Шерборн, Дорсет, Англия) — 99-й архиепископ Кентерберийский (1945—1961), барон Фишер Ламбетский, член Тайного совета Великобритании, рыцарь Великого Креста Королевского Викторианского ордена.

## Биография
Родился в семье англиканских священнослужителей в Нанитоне, провёл детство в городе Хайэм он зе Хилл (англ.  Higham-on-the-Hill) в графстве Лестершир. В 1906—1911 гг. учился в колледже Экзетер Оксфордского университета и в Уэлском теологическом колледже при Уэллском соборе, стал деканом в 1912 году и священником — в 1913. В 1914 году сменил Уильяма Темпла в должности директора Рептонской школы в графстве Дербишир, которую оставил в 1932 году.
В 1932—1939 годах занимал кафедру епископа Честерского сумев, в силу своего происхождения, сократить дистанцию между официальной церковью и прихожанами из числа рабочих и фермеров. Осознав проблему нехватки приходских священников в епархии и низкой оплаты их труда, Фишер выступил с яркой речью на Церковной ассамблее (ныне — Генеральный синод Церкви Англии) в защиту Честерского колледжа (Chester Training College), что позволило сохранить учебное заведение, готовившее священнослужителей. Одним из других его важных шагов стало сотрудничество с миссией Индустриального христианского содружества (англ. Industrial Christian Fellowship) и согласие на выступления в трущобах Биркенхеда.
В 1939—1945 годах занимал кафедру епископа Лондонского.
В период Второй мировой войны остро встала проблема устранения материального ущерба, причинённого лондонским приходам в ходе германских воздушных налётов. Фишер сумел преодолеть сопротивление консервативных церковных кругов, отрицавших право епископа вмешиваться в дела приходов, и использовал своё влияние в Церковной ассамблее и Палате лордов для организации восстановительных работ. Он также организовал многоконфессиональный восстановительный комитет (Multidenominational reconstruction committee) с участием Армии Спасения, еврейских и квакерских организаций, возглавлял Комитет по военному ущербу (War-damage committee), участвовал в деятельности ряда других общественных организаций, в том числе выступавших против проведения воскресных утренних парадов ополчения и использования колоколен военными в качестве наблюдательных пунктов, а также участвовал в движении «Меч духа», стремившемся развить сотрудничество Католической церкви с другими христианскими деноминациями.
| Предшественник          | Начало периода | Епископские кафедры Джеффри Фишера | Конец периода | Преемник    |
| ----------------------- | -------------- | ---------------------------------- | ------------- | ----------- |
| Люк Паджет              | 1932           | Епископ Честерский                 | 1939          | Дуглас Крик |
| Артур Уиннингтон-Ингрэм | 1939           | Епископ Лондонский                 | 1945          | Уильям Уэнд |

### Архиепископ Кентерберийский
2 января 1945 года консервативный премьер-министр Уинстон Черчилль назначил Фишера архиепископом Кентерберийским, вызвав разочарование в либеральных кругах, желавших возвышения преемника идей Уильяма Темпла епископа Чичестерского Джорджа Белла. Тем не менее, новый архиепископ Кентерберийский с самого начала постарался сгладить противоречия внутри Англиканского мирового сообщества, пригласив на церемонию своей инаугурации председательствующего епископа Епископальной церкви США Генри Шерилла) и устроив общежитие для прибывших на торжество гостей в Ламбетском дворце. В Кентербери Фишер противостоял местному «красному декану» Хьюлетту Джонсону, горячему приверженцу левых идей и стороннику Советского Союза, но пресекал любые попытки отстранения священнослужителя с занимаемой должности по политическим мотивам. 
Тем не менее, он категорически отвергал требования радикального реформирования Англиканской церкви, исходящие в том числе от ряда епископов. Так, Фишер резко выступил против математика и епископа Бирмингемского Эрнеста Уильяма Барнса, опубликовавшего в 1947 году книгу «Подъем христианства» («The Rise of Christianity»), в которой автор поддерживал взгляды группы молодых исследователей Нового Завета, критиковавших ряд положений христианского учения, в том числе возможность чудесных событий. Фишер пытался добиться отставки Барнса, но не добился успеха в силу отсутствия подобных полномочий у архиепископа. Однако, его отношение к переменам в церкви не являлось абсолютно консервативным: при нём велись исследования, направленные на обновление англиканских канонических правил 1604 года, которые успешно завершились в 1963 году, уже после ухода Фишера на покой.
В 1946 году он был у истоков создания Международного совета христиан и евреев (ICCJ), которое состоялось на конференции «Свобода, справедливость, ответственность» в Оксфорде. В первые послевоенные годы прилагал значительные усилия, добиваясь оказания помощи Европе в преодолении социальных и экономических проблем, хотя до 1948 года не посещал Германию, что вызвало сетования со стороны немцев. Фишер поддерживал недавно созданный Всемирный совет церквей, председательствовал на его первой ассамблее в Амстердаме в 1948 году и на второй — в Эванстоне (США) в 1954 году.
В июне 1953 года провёл коронацию королевы Елизаветы II в Вестминстерском аббатстве, председательствовал на 8-й и 9-й Ламбетских конференциях епископов Англиканского сообщества (соответственно в 1948 и 1958 гг.). Активно участвовал в политической и общественной жизни, приложил особые усилия к развитию отношений Церкви Англии с так называемыми «свободными церквями», то есть с христианскими церквями, не имеющими официального государственного статуса. В декабре 1960 года нанёс визит в Ватикан (первый визит архиепископа Кентерберийского за весь период после английской Реформации) и встретился с Папой Римским Иоанном XXIII, тем самым положив начало новому этапу отношений Церкви Англии с католиками. Путешествовал по всему миру, включая Африку, Азию, Австралию, Новую Зеландию и Северную Америку. Ушёл на покой 17 июня 1961 года, после чего получил пожизненное пэрство с титулом барона Фишера Ламбетского.

### Отношения с Русской православной церковью
В должности архиепископа Кентерберийского Джеффри Фишер открыл также и новую страницу отношений с Русской православной церковью. Его предшественники в период до Второй мировой войны не вступали в контакты с Московской патриархией, поддерживания отношения лишь с заграничной церковью. Фишер же в 1947 году в личном послании патриарху Алексию I предложил создать комиссию для рассмотрения результатов англикано-православных переговоров за минувшие годы. В 1948 году на Совещании глав и представителей Автокефальных православных церквей в Москве обсуждался вопрос о действительности англиканских хиротоний, и было принято решение о развитии диалога православных церквей с англиканами. В 1956 году в Москве в рамках ответного визита делегации Церкви Англии (визит делегации Московской патриархии в Великобританию состоялся в 1955 году) была организована православно-англиканская конференция, на которой обсуждались богословские предпосылки для сближения церквей.

### Семья
В период своей работы в Рептонской школе встретил Розамонд Шевалье (англ. Rosamond Chevallier), дочь бывшего преподавателя упомянутой школы преподобного Артура Формана и внучку С. А. Пирса (англ. S. A. Pears), одного из наиболее известных её бывших директоров. 12 апреля 1917 года Джеффри женился на Розамонд, и супруги счастливо прожили всю жизнь, вырастив шестерых детей.

### Последние годы
После ухода Фишера на покой семья сменила несколько мест жительства, пока не осела в городке Трент в графстве Дорсет, поблизости от Шерборна, где Джеффри вёл жизнь сельского священника. Умер 15 сентября 1972 года в Итмэнском госпитале (англ. Yeatman Hospital) под Шерборном и похоронен 20 сентября в Тренте, в церковной ограде. В часовне Св. Григория Кентерберийского собора создан его мемориал.

## Обвинения
Британский писатель и лётчик Роальд Даль в автобиографической книге «Мальчик: истории детства» (англ. Boy: Tales of Childhood) описал эпизод телесного наказания, понесённого другом рассказчика по имени Майкл от руки директора Рептонской школы Джеффри Фишера, вследствие чего назначение последнего архиепископом Кентерберийским заставило повзрослевшего к тому времени писателя усомниться в существовании Бога. По утверждению биографа Даля, Джереми Треглауна, в действительности упомянутое происшествие имело место в мае 1933 года, спустя год после ухода Фишера из школы, и связано с его преемником в директорской должности.
В 1958 году, в разгар холодной войны между Западом и СССР, Фишер заявил о своём убеждении, «что было бы неправильно строить политику только из опасения последствий… Насколько я знаю, во власти Господа сделать так, чтобы человечество уничтожило себя таким способом [то есть вследствие ядерной войны]». Ему также приписывалась фраза: «Наихудшее, что может сделать Бомба, — отправить множество людей с этого света на тот, куда им всё равно суждено попасть». Тем не менее, отдельные священнослужители защищали архиепископа от критики в прессе, в частности епископ Рочестерский Кристофер Чэвесс заявил: «В мире зла война может быть меньшим из двух зол».